# Art Déco Historic Districts

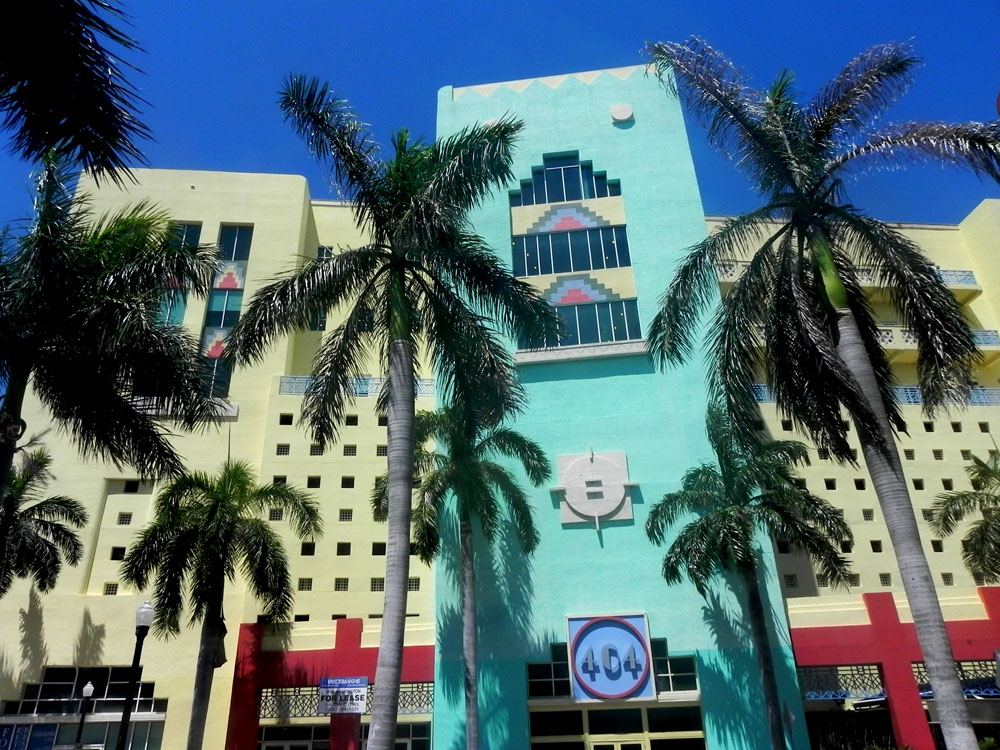
404 Building

L’Art Déco Historic Districts a Miami, non è un vero e proprio distretto nel senso amministrativo del termine, ma una zona della città di Miami Beach che comprende le vie Espanola Way, Collins / Washington Avenues, Museum, e Flamingo Park che insieme costituiscono il National Register Art Deco District, primo quartiere del XX secolo ad essere riconosciuto a livello storico artistico.

A dare il nome a questo distretto è stata l'alta presenza di edifici in stile Art Déco Tropicale, fusione di diversi stili introdotti nell'architettura cittadina nella prima metà del XX secolo.

Tra gli stili che porteranno all’Art Déco tropicale vi sono sicuramente il Revival Mediterraneo, seguito dall’Art Déco e il Mimo (Miami Modernism) che porteranno Miami ad essere capitale di questo stile grazie alla più grande concentrazione di edifici (se ne contano più di 800) nati sotto quest'influenza artistica.

## Storia

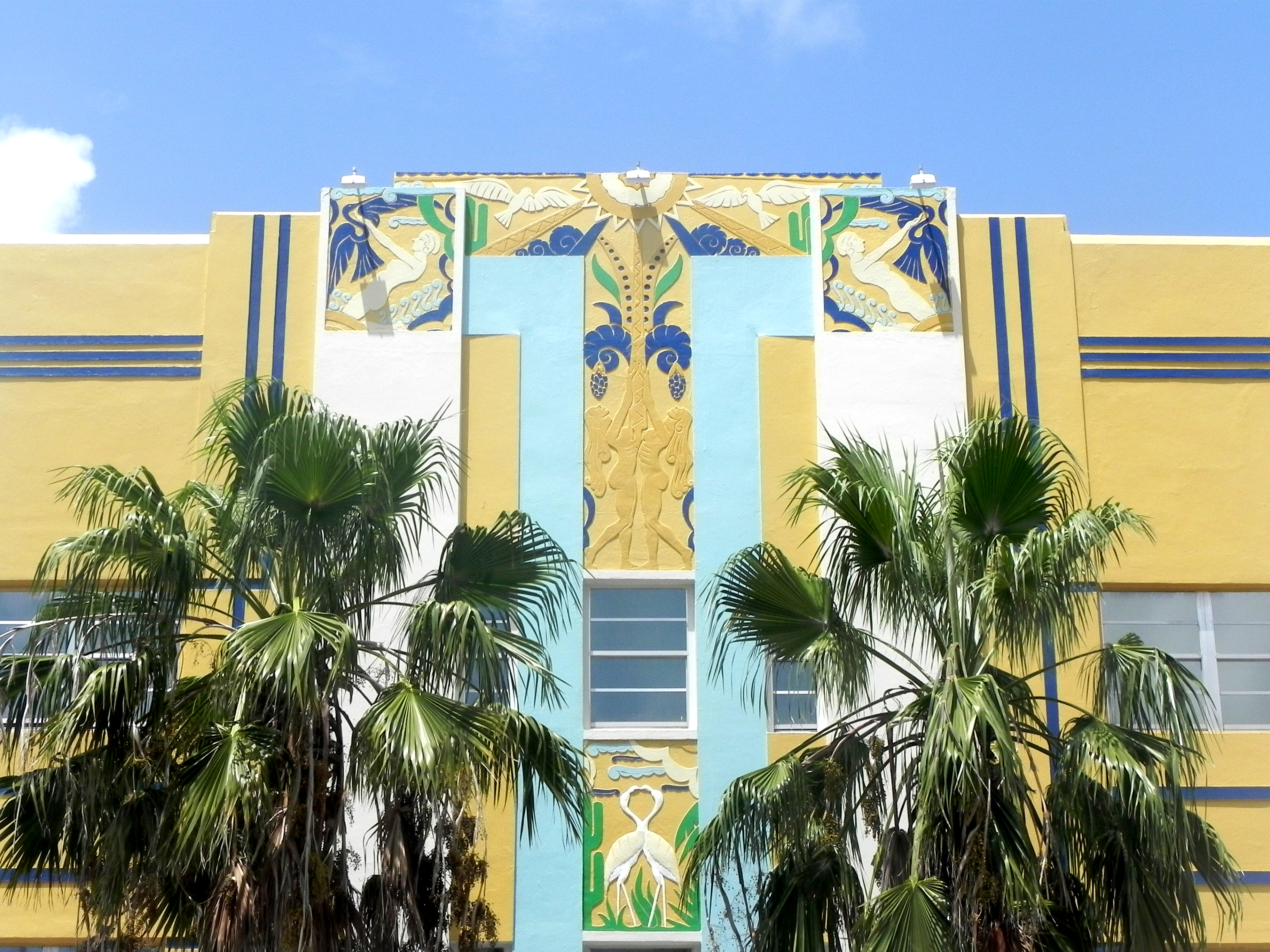
Ocean Five Hotel (detail) del 1935 (rinnovato nel 2001) Le decorazioni floreali ricche di palme, fenicotteri e figure sono tipiche del primo periodo Déco di Miami

Alla fine del primo decennio del secolo, Miami Beach fu oggetto di una speculazione edilizia volta alla valorizzazione turistica dell'isola, visti gli insuccessi che avevano avuto negli anni precedenti gli investimenti in piantagioni di cocco e di avocado: fu l'inizio di un vero e proprio boom edilizio che vide sorgere in poco tempo centinaia di piccoli alberghi e palazzine.

Con l’Exposition des Arts Décoratifs et Industriels Modernes 1924 a Parigi, si diffonde rapidamente il movimento e il gusto dell'Art déco: con elementi che richiamano gli edifici e le decorazioni egizie e maya, gli edifici del tempo vennero progettati con forme pulite e linee geometriche.

Anche a Miami, a South Beach, arriva velocemente questa nuova tendenza artistica/architettonica, ma rapidamente venne adattata al gusto personale di questa regione, con l'inserimento di elementi tropicali, ispirati alla vegetazione e all'habitat del posto, sottolineando così maggiormente il contrasto tra le città industriali del nord del paese, nebbiose e grigie e la luminosità solare di questo luogo di villeggiatura dall'estate perenne.

Edifici da citare possono essere l’Hotel Avalon, l’Hotel Ocean Five, l’Hotel Cavalier, l’Hotel Park Central e in genere in quasi tutti gli Hotels in Ocean Drive, via principale di Miami a ridosso della spiaggia. 

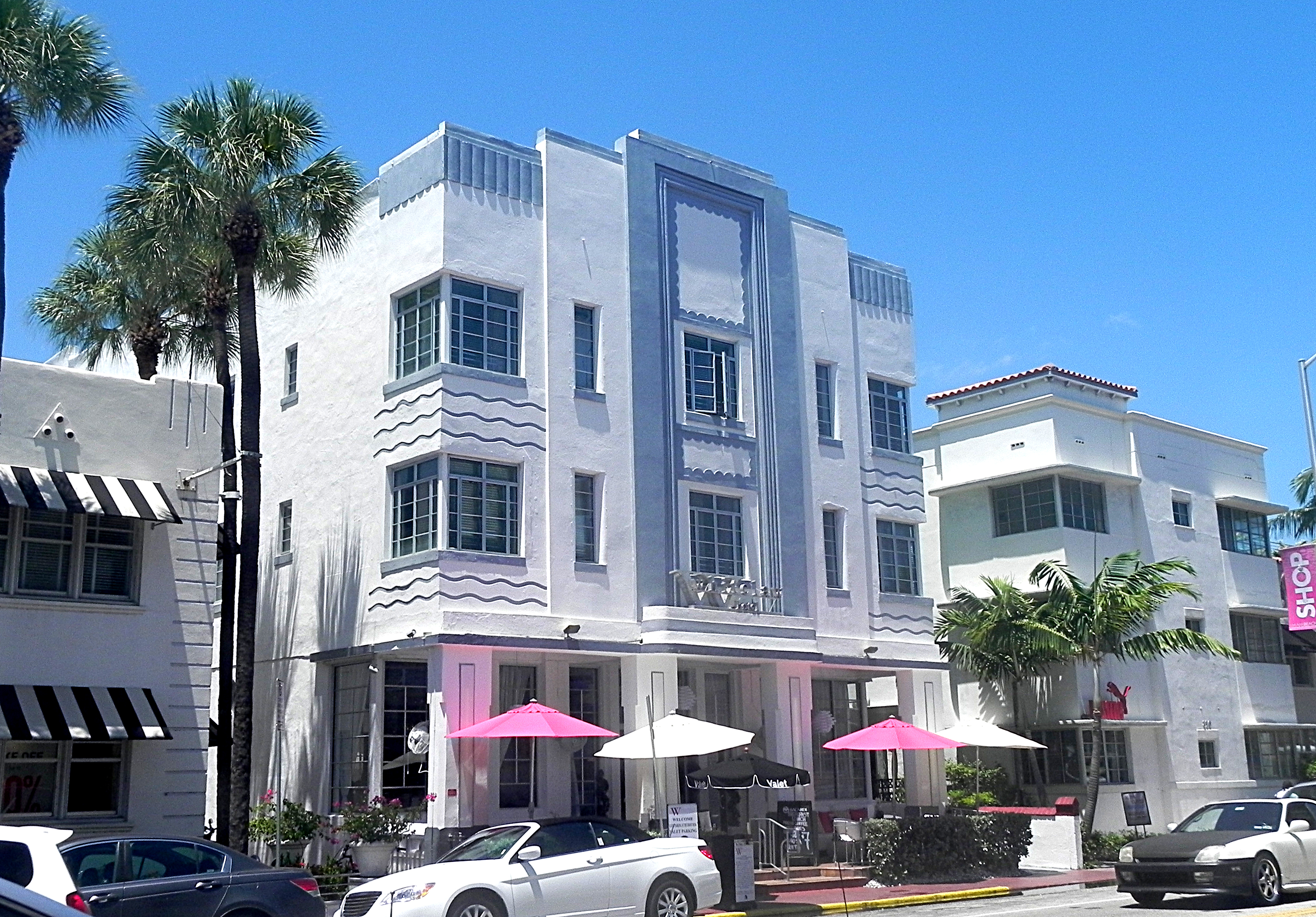
Whitelaw Hotel

Le costruzioni del boom edilizio terminarono con lo scoppio della seconda guerra mondiale, che portò a trasformare gli edifici in caserme per l'esercito americano e, finita la guerra, dopo che il turismo si era spostato in aree più a nord di Miami, caddero in uno stato di degrado e di abbandono. Alcuni edifici vennero abbattuti o modificati in modo incisivo, mentre altri divennero ritrovo per la mafia locale.

Solo nel 1979, grazie ad una battaglia capitanata da Barbara Baer Capitman, si riuscì ad istituire la Miami Design Preservation League (della quale fu fondatrice e presidente) per la salvaguardia della “capitale mondiale dell'Art Deco”, che ebbe lo scopo di preservare gli Hotel che rimasero dopo la guerra e a riportarli, quasi sempre, al loro splendore originale. Durante gli anni ottanta vennero qui riuniti architetti, imprenditori, politici e residenti per contribuire a rivitalizzare la zona che nel frattempo divenne famosa grazie anche alla serie televisiva Miami Vice del 1984, che utilizzava molti degli edifici del quartiere come sfondo.
Oggi il quartiere Art déco è considerato una delle attrazioni principali della città, contribuendo negli anni a creare quello stile colorato e velatamente kitch che caratterizza ormai da tempo la città di Miami e le sue spiagge.

## Stili architettonici

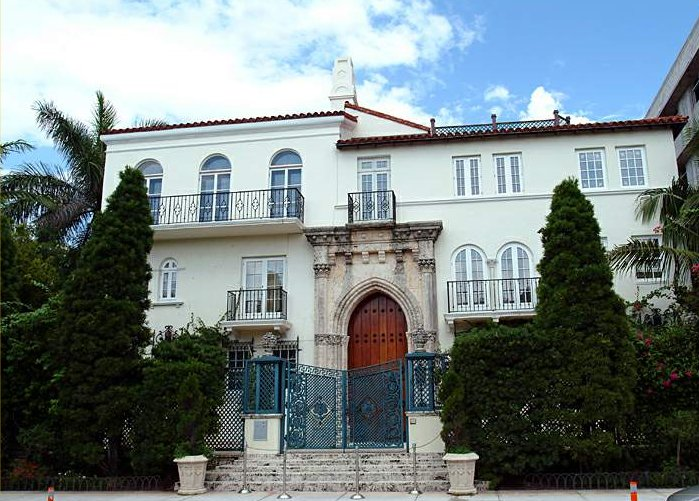
Casa Casuarina, ex casa Versace a Miami, in stile revival mediterraneo

### Revival Mediterraneo
Il primo stile adottato da Miami per la valorizzazione della sua zona turistica vicino alla spiaggia fu lo stile Revival Mediterraneo, che mescolava elementi architettonici italiani con decorazioni di influenza spagnole e nord africane, con decorazioni di stucco, pittoreschi cortili ricchi di vegetazione, cancellate in ferro battuto, tende da sole, archi, tetti in tegole o laterizi ed elementi che richiamano le correnti artistiche del barocco e del neoclassico, in una mescolanza senza tempo tipica dell'architettura dei primi due decenni del XX secolo. 
Gli edifici dello Spanish Village di Española Way sono esempi eccellenti per capire in pieno questo stile.

### Art Déco

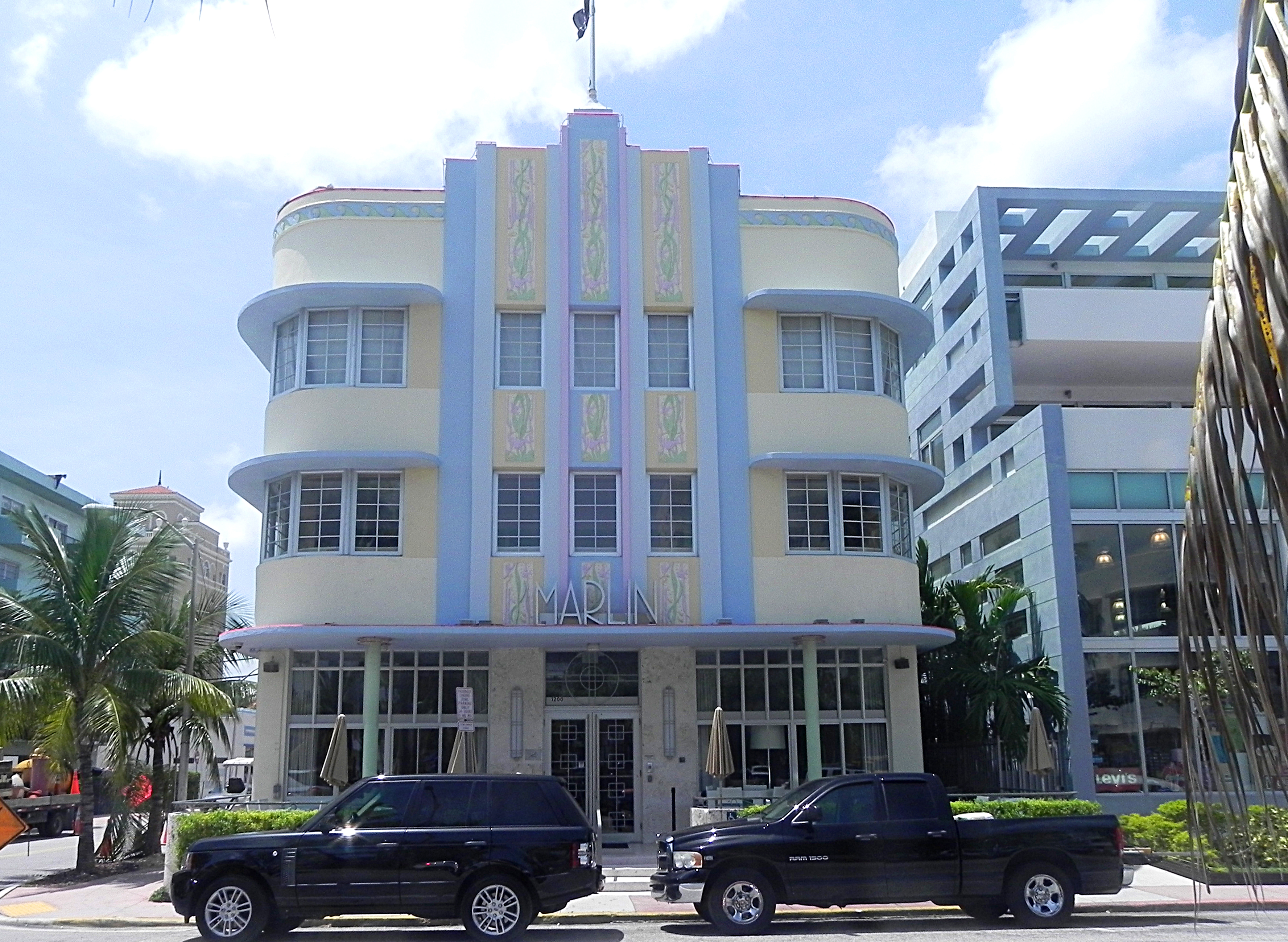
Marlin Hotel, 1939 progettato da Lawrence Murray Dixon

Negli Stati Uniti, l'Art Déco fu una corrente artistica che prese ispirazioni da diversi stili europei del XX secolo, come il Cubismo, l'Art Déco francese, il Bauhaus e l'Espressionismo, il de Stijl della scuola di Amsterdam e dalla Secessione Viennese.

A Miami questa influenza venne riveduta e mescolata con l'inserimento di numerosi elementi tipici della regione: vi si trovano quindi fenicotteri, palme, colori pastello (come il rosa, il giallo, il turchese, il celeste, il lilla, il verde menta) e i motivi nautici che portarono a rinominare questa corrente in Tropical Art Déco. Gli angoli acuti vengono sostituiti da bordi lisci e “striping” orizzontali (fasce decorative orizzontali molto sporgenti) meglio noti anche come “sopracciglia”. Altri elementi tipici di quest'architettura sono anche l'asimmetria delle facciate,  dettagli in vetro, bassorilievi sulle facciate, le sopracciglia, finestre ad oblò, terrazzo, bordi e angoli curvi, decorazioni in gruppi di tre, illuminazione al neon (utilizzate sia internamente che esternamente).

La fase Déco di Miami viene genericamente divisa in due periodi, un primo periodo, che va dal 1926 al 1938, ispirato all'architettura antica, è caratterizzato da taglienti forme geometriche/ stilizzate e disegni naturali, mentre il secondo periodo, nato durante la Grande Depressione, tra la fine degli anni '30 e gli anni 40 anni, è conosciuto come "streamline period (periodo razionale)" ed è stato caratterizzato da edifici con ornamenti più modesti, dagli angoli curvi e un aspetto che riprendeva dettagli vagamente meccanici.
Da ricordare per la prima fase Déco il The Crescent Hotel e il Webster Hotel, mentre per la fase razionalista L'Hotel Breakwater e l'Hotel Essex.

### Mimo
Con il nome di Mimo si intende identificare la corrente del Miami Modernism. Con questo termine si indica lo stile che divenne di moda a Miami negli anni '50 quando gli architetti dell'epoca vennero fortemente influenzati dall’International Style, stile insegnato nella maggior parte delle scuole.

Gli architetti di Miami continuarono nella tradizione della mescolanza con elementi locali, inserendo balconi a passerella, ombrelloni e griglie metalliche, ma anche pareti a mosaico, influenze futuristiche, elementi in alluminio, asimmetrie e bordature sporgenti.

## Galleria d'immagini

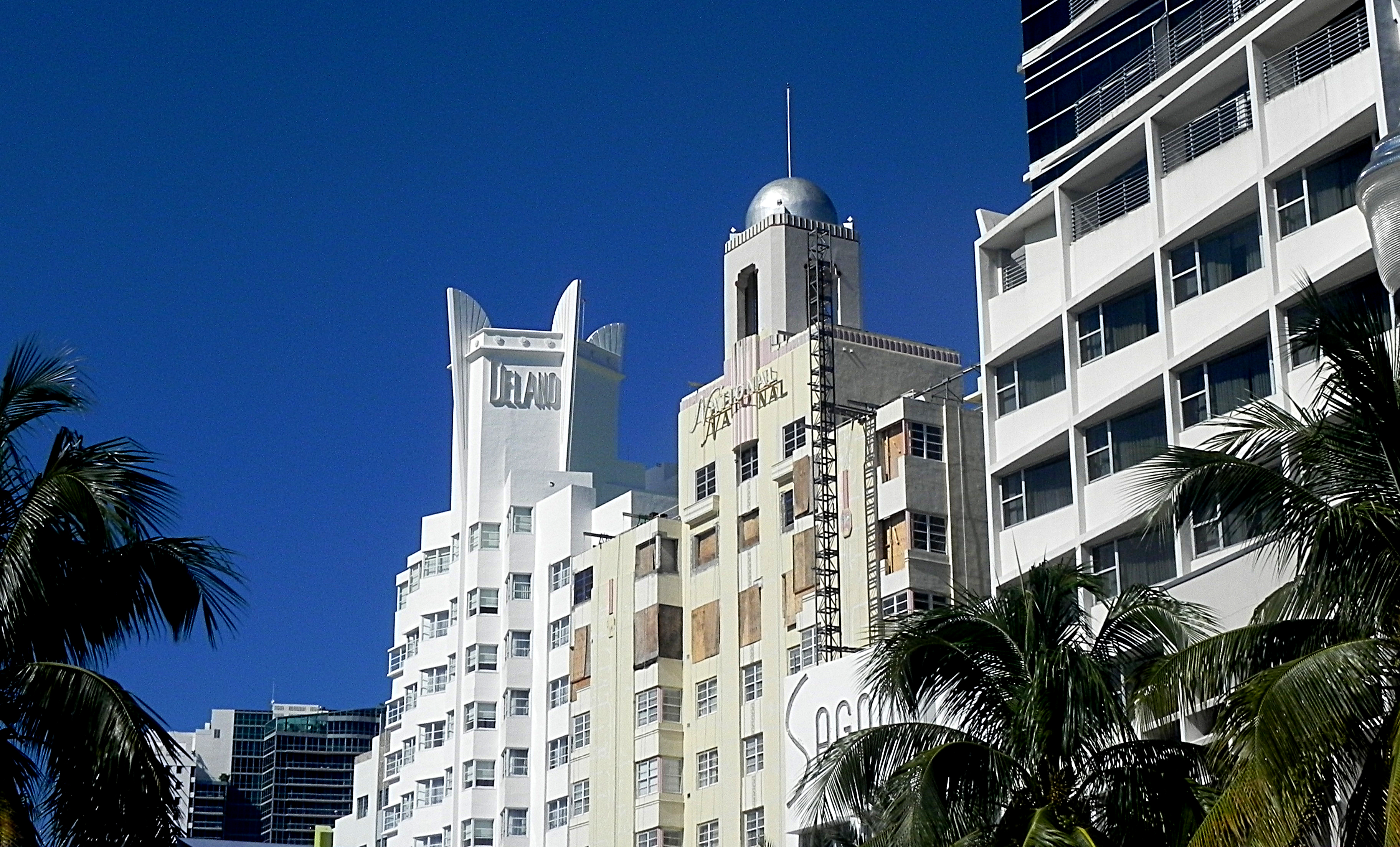
Delano Hotel (dettaglio), 1947 progettato da Robert Swartburg
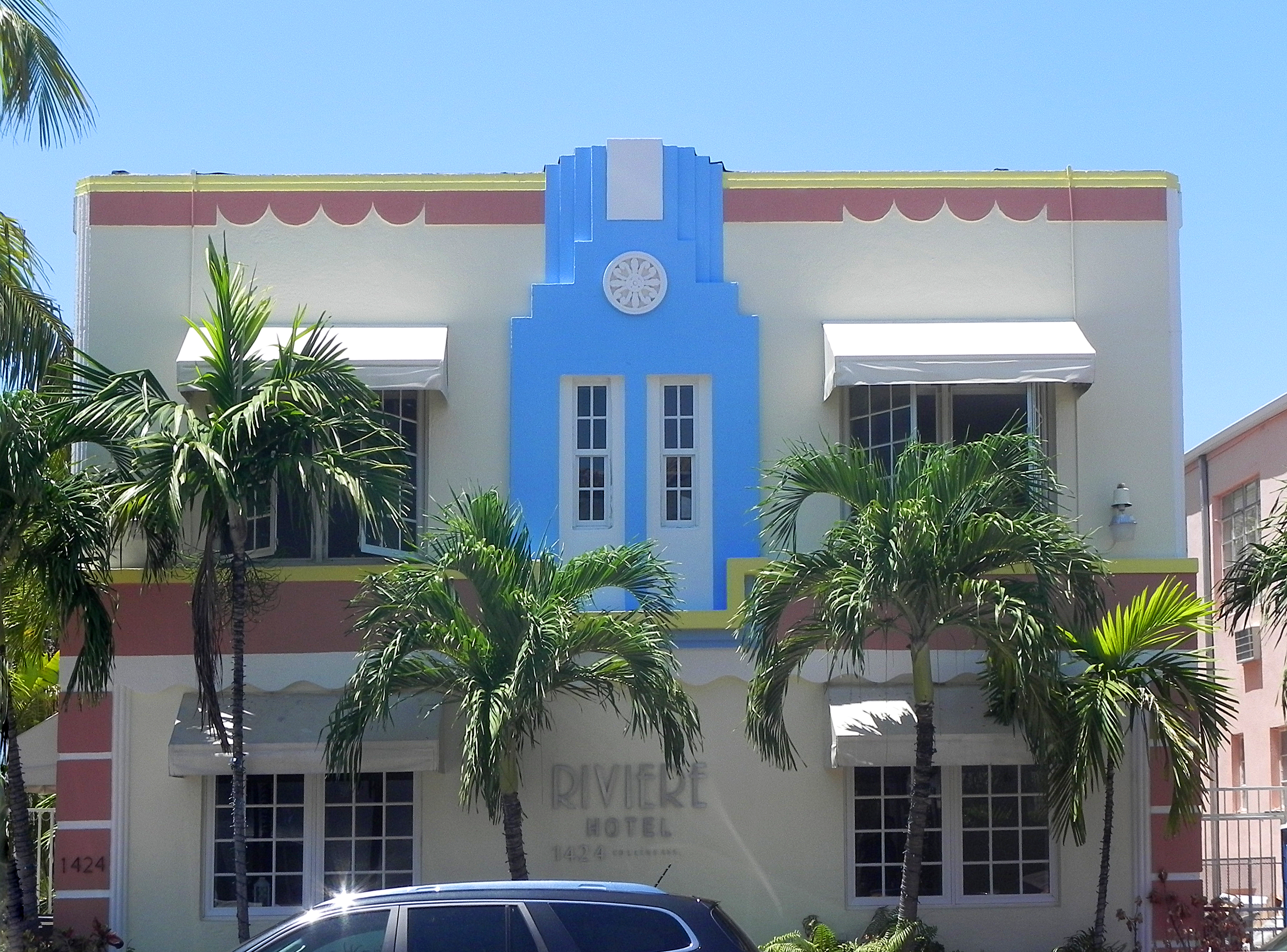
Riviere Hotel
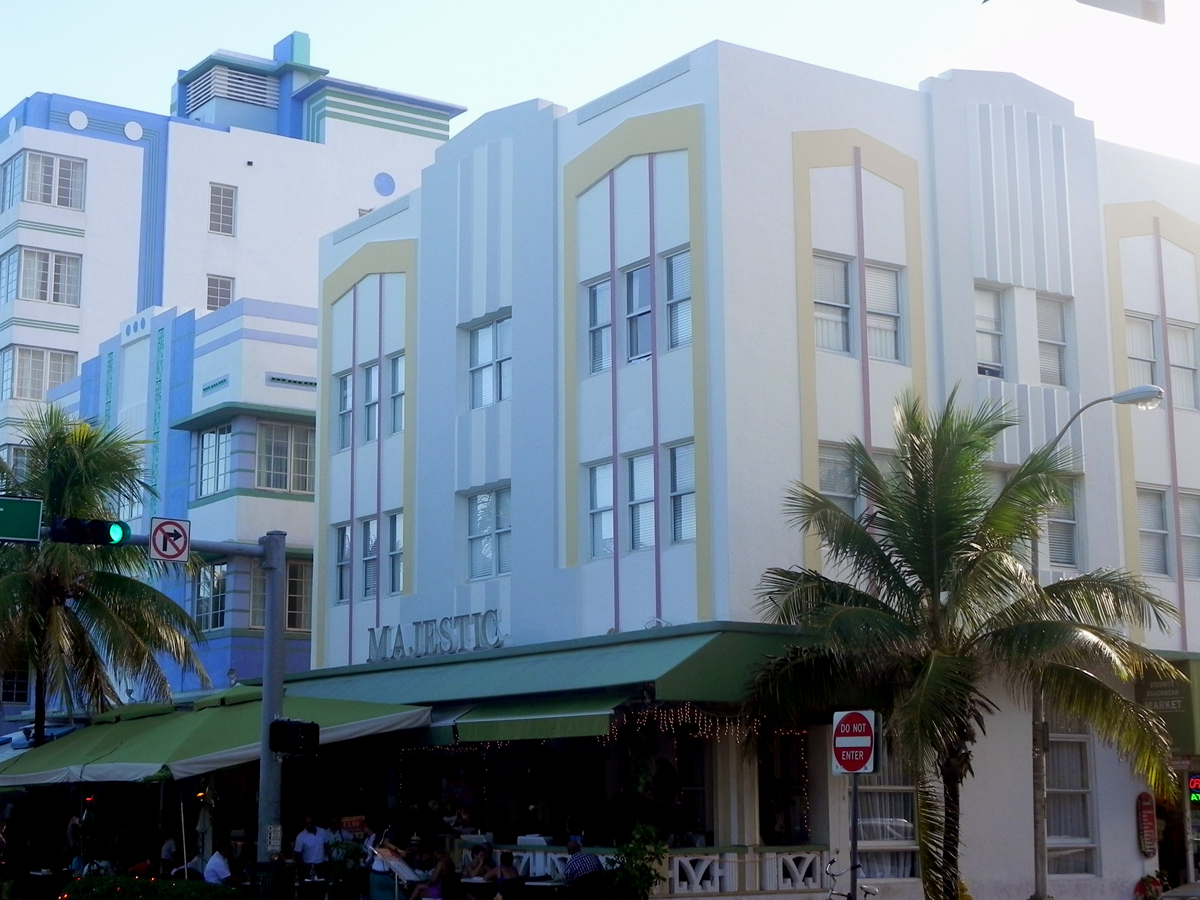
Majestic Hotel
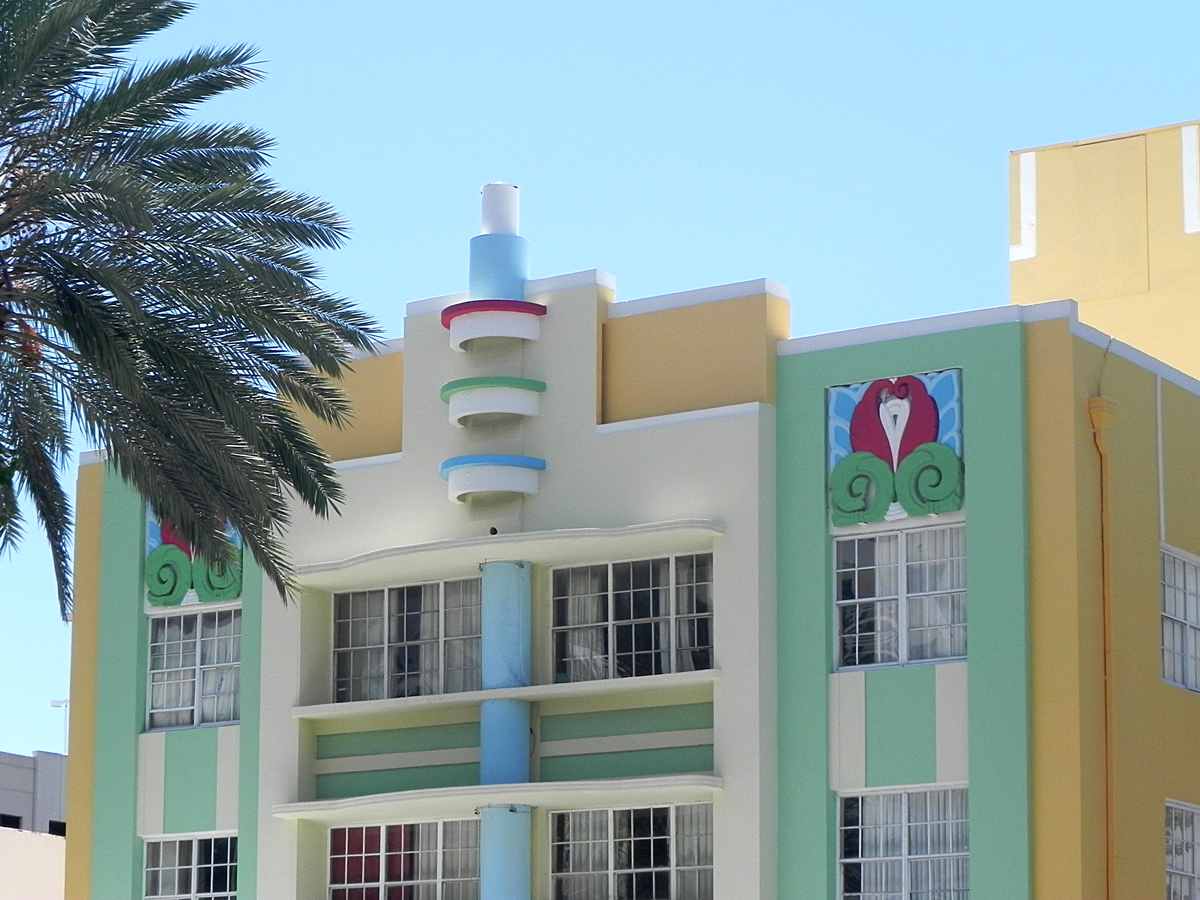
The Berkeley Shore Hotel del 1940
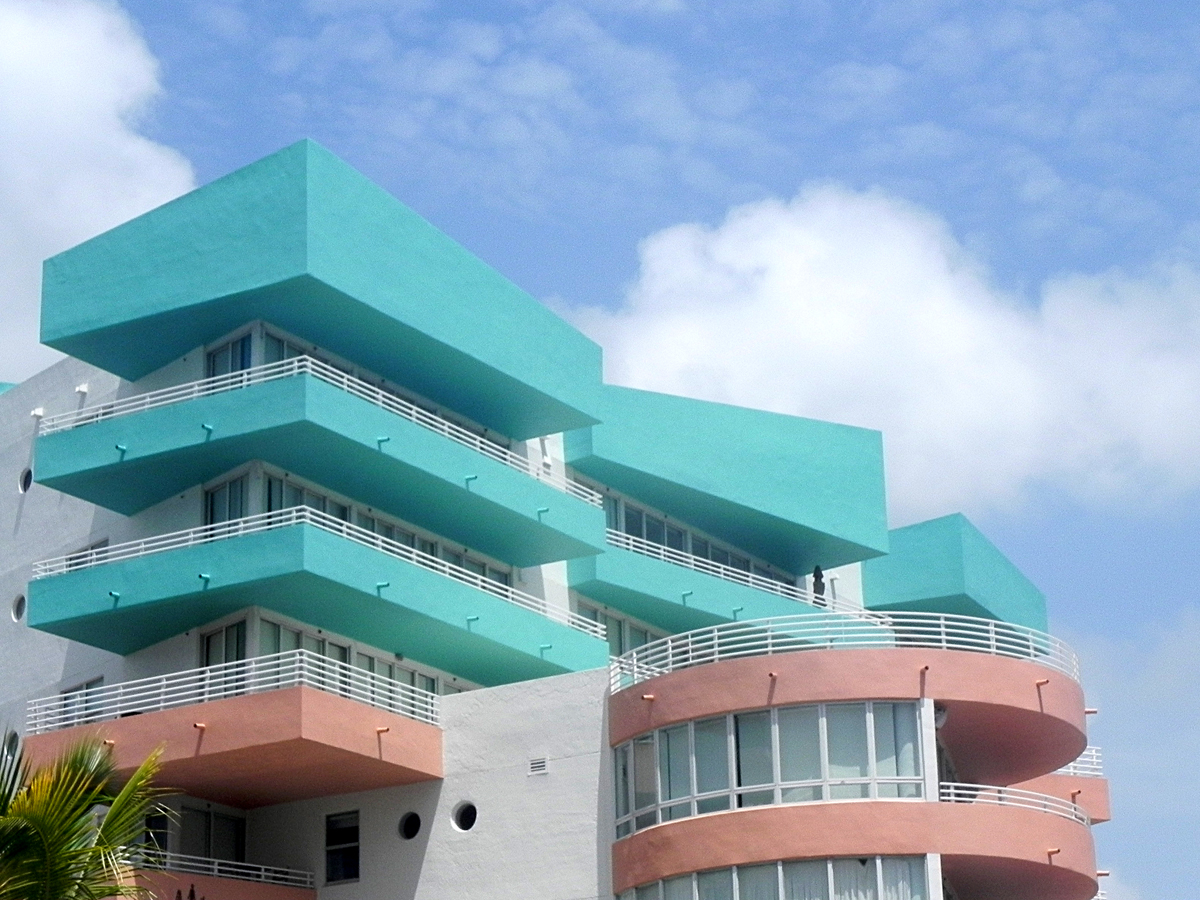
Dettaglio - Ringhiere e terrazzi
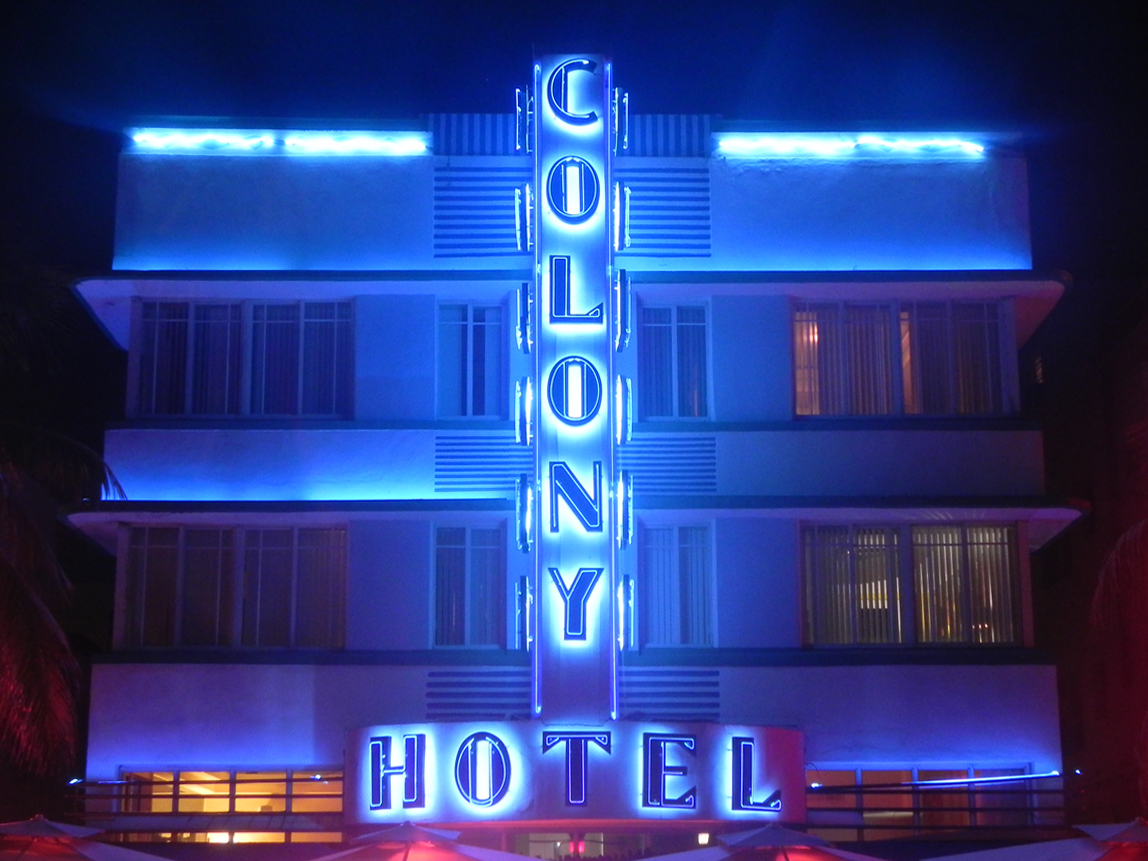
The Colony Hotel, 1939, visione notturna
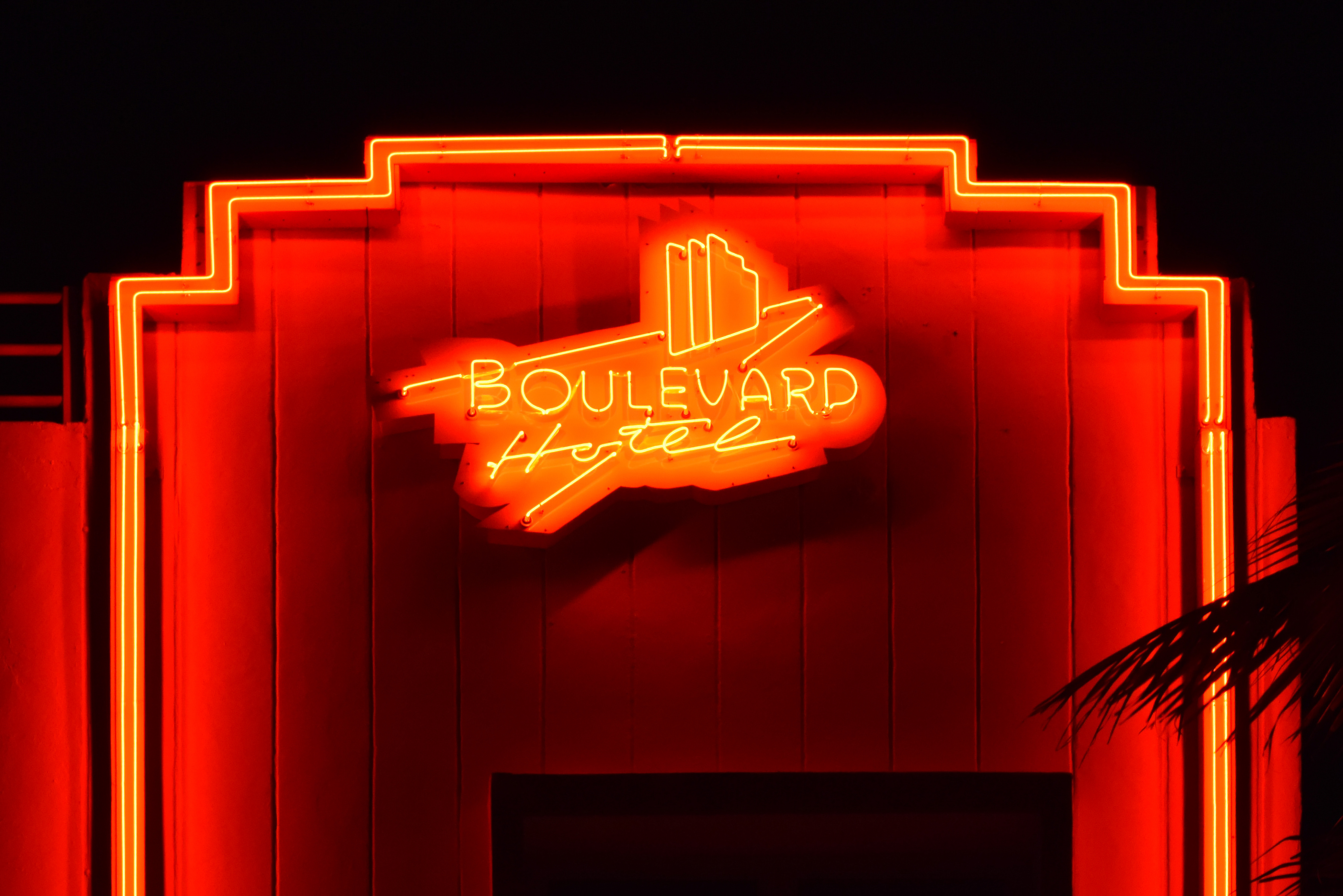
Boulevard Hotel, 1950, visione notturna
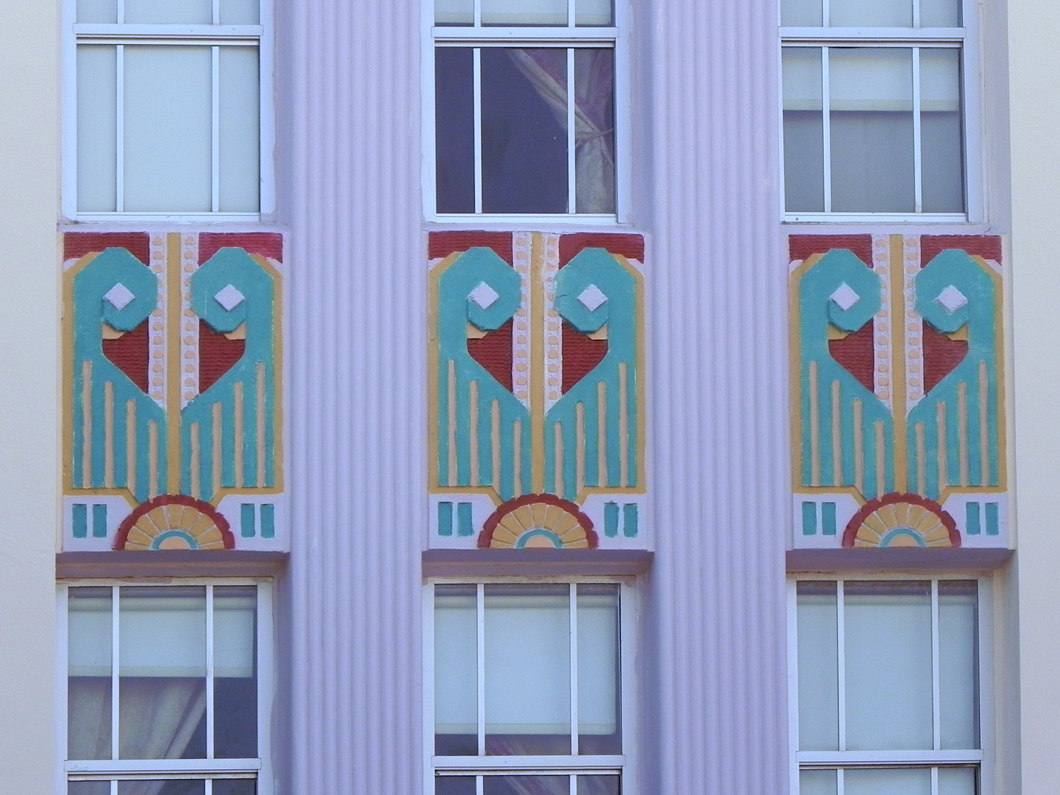
Dettaglio - Ispirazioni geometrico egizie
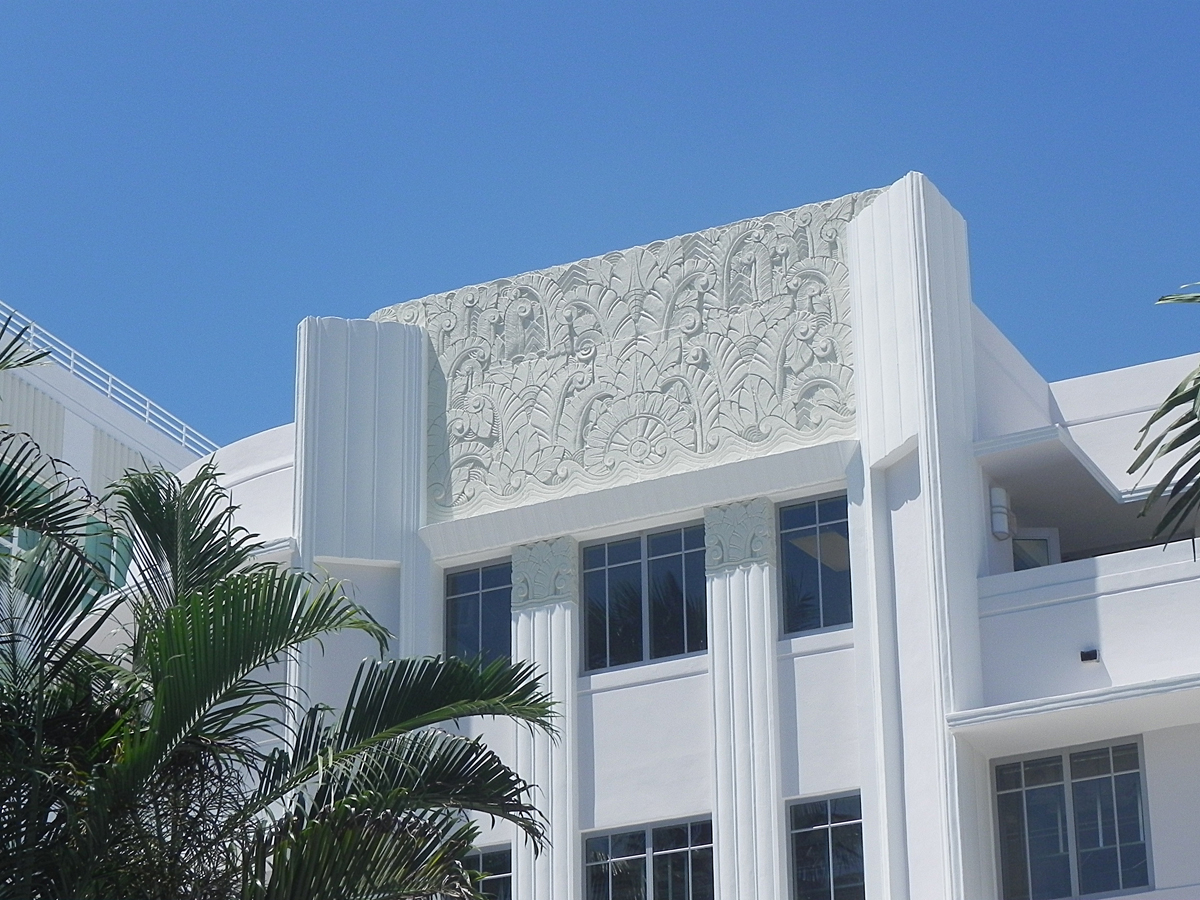
Dettaglio - Decorazione con foglie tropicali
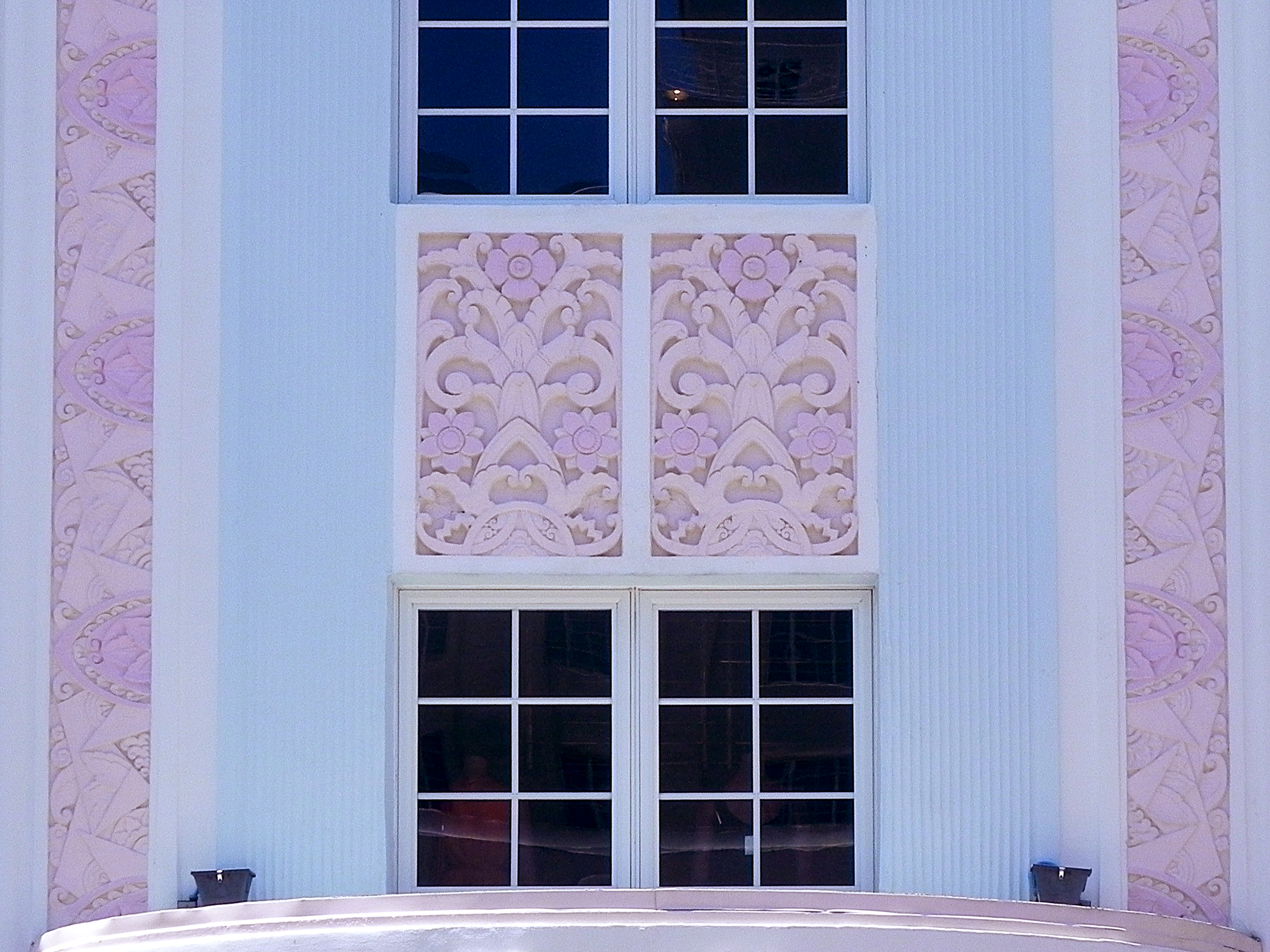
Dettaglio - Ispirazione floreale
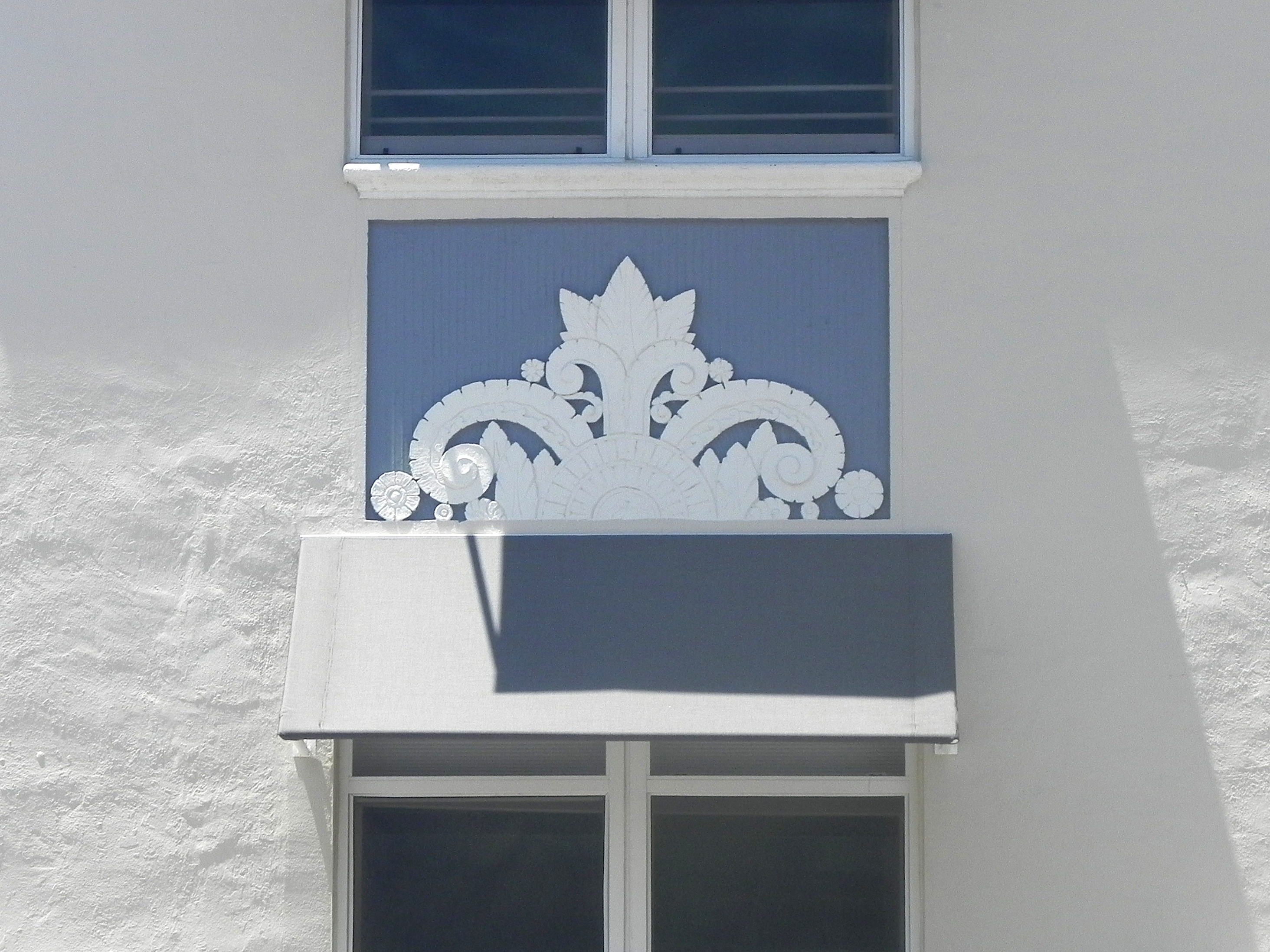
Dettaglio - Ispirazione con fiori e foglie tropicali
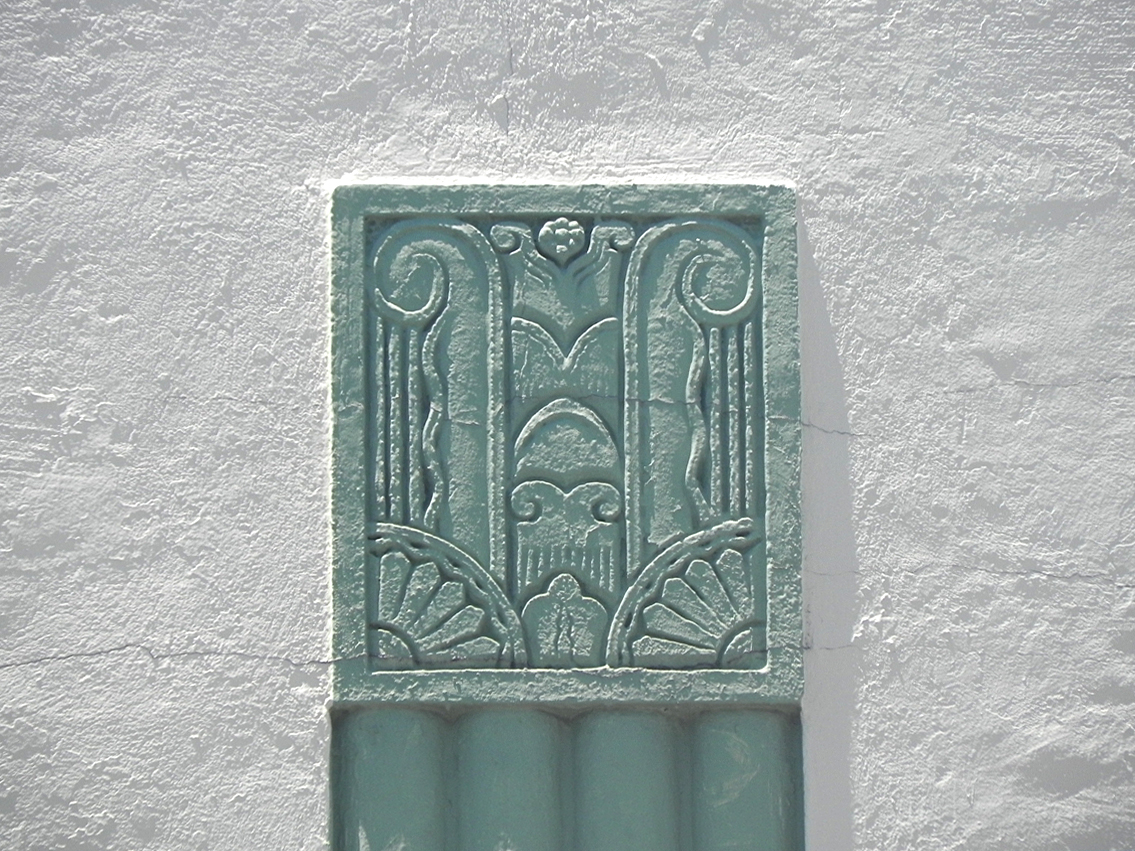
Dettaglio Art Déco
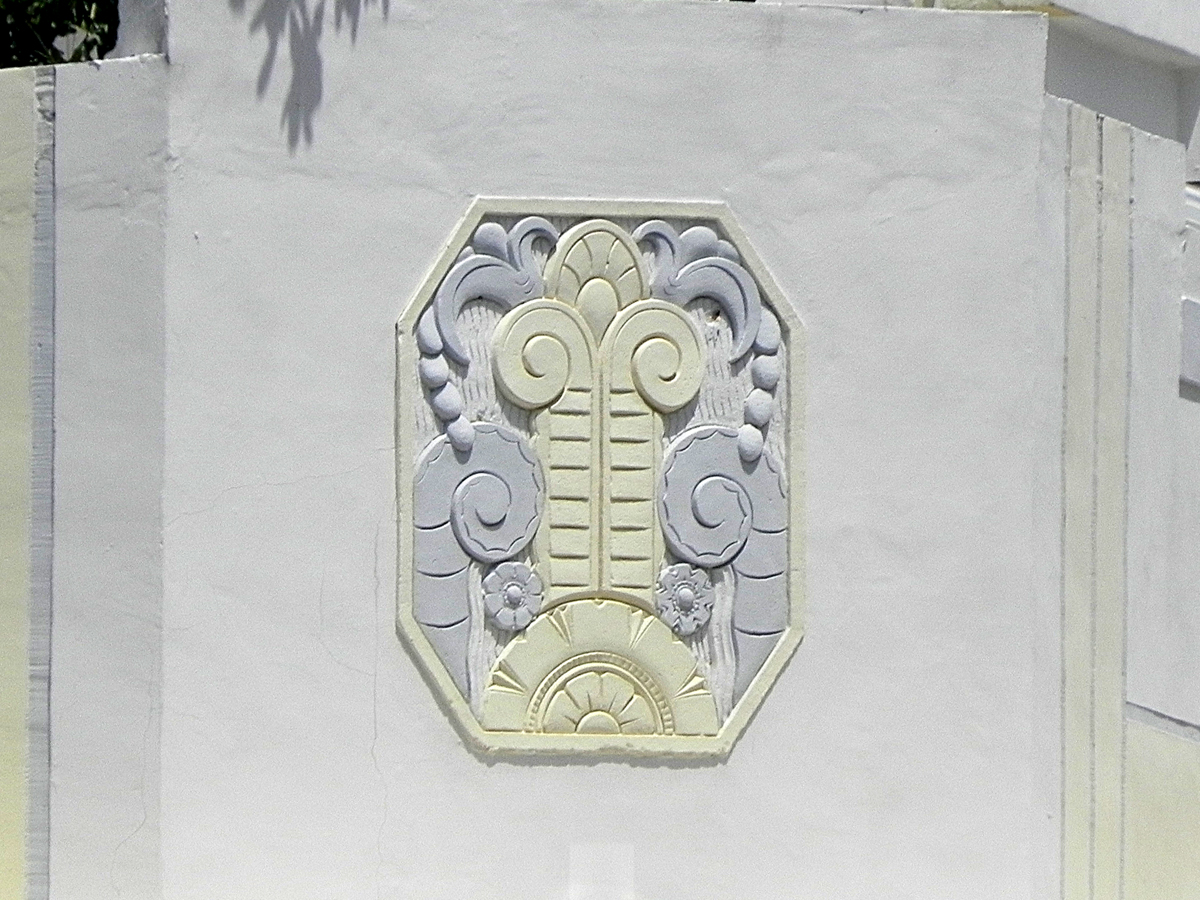
Dettaglio Art Déco - Ispirazione floreale e colori pastello